# Claudius Åkerman
Claudius Åkerman, född omkring 1628 i Västeråkers socken i Uppland, död omkring 1680 i Stockholm, var en svensk rättslärd. Han var bror till Olaus Åkerman.
Åkerman inskrevs tillsammans med sin bror i Uppsala universitets matrikel 1645 under namnet Claudius Johannis Akerensis.  Under sina universitetsstudier under senare hälften av 1640-talet bestämde sig bröderna för att byta efternamn och kallade sig fortsättningsvis Agræus. Claudius Agræus, som han då alltså kallade sig, blev 1651 student vid Åbo akademi, där han till att börja med studerade etik och ekonomi för Michael Gyldenstolpe. Därefter övergick han till juridiska studier för Gyldenstolpes bror Olof Wexionius. År 1659 disputerade Claudius Agræus i Åbo pro gradu doctoris på en juridisk avhandling De fideiussionibus med sistnämnde professor som preses. Men denne hade ännu inte själv promoverats till juris doktor. Därför blev inte heller Åkerman det. Han kom dock att använda doktorstiteln och det är möjligt att han fått Kunglig Majestäts tillstånd att göra detta. I mitten av 1660-talet fick han i uppdrag att arbeta med utgivningen av de gamla svenska landskapslagarna. År 1666 kom den nya utgåvan Sverikes rikes laghböker, som äre landz-lag, stadz-lag, Uplandz lagh, Wästgötha lagh, östgötha lagh, Söderman lagh, Wästmanna och Helsing lagh, såsom ock Kon. M:tz placat angående justitiæ sakerne, rättegångz-ordinancie, rättegångz-process och domare-reguler. Nu på nytt medh nyttige concordantier och register förbättrat och uthgången., där Åkerman, som han nu börjat kalla sig, särskilt ägnat sig åt de tidigare outgivna lagarna, Södermannalagen och Västmannalagen. Efter att förgäves ha sökt ett stort antal tjänster erhöll han 1668 fullmakt att från 1669 vara professor juris civilis Romani et politices vid universitetet i Dorpat, vars verksamhet hade upphört efter den ryska invasionen 1656. På grund av att universitetsbyggnaden i Dorpat förstörts i en brand tänkte man sig att flytta lärosätet till hamnstaden Pernau. I själva verket skulle det komma att dröja mer än tjugo år innan universitetet kunde träda i funktion. Åkerman kunde alltså aldrig börja undervisa i Livland, men han uppbar professorslönen under återstoden av sitt liv, medan han utförde andra statliga uppdrag.